# Bushfood

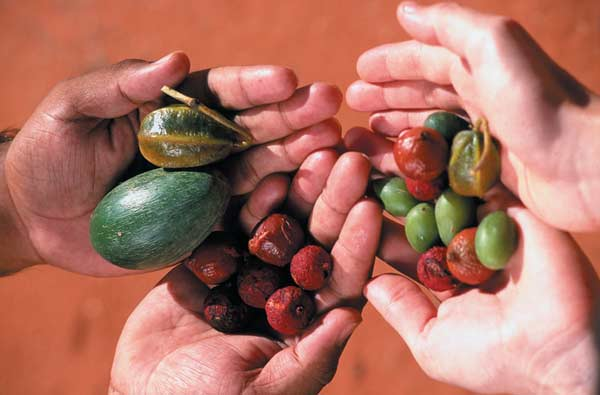

Bushfood tradicionalmente refere-se a qualquer alimento nativo da Austrália e utilizado para a subsistência por parte dos habitantes originais, os aborígines australianos, mas é também uma referência a qualquer fauna ou flora nativos utilizados para culinária ou medicamentos, independentemente do continente ou da cultura de origem.
Um exemplo é o coco-do-mato, alimento típico de aborígenes australianos.